# Lomtjärnen (Ytterhogdals socken, Hälsingland, 689915-145203)
Lomtjärnen är en sjö i Härjedalens kommun i Hälsingland och ingår i Ljusnans huvudavrinningsområde.